# Gyalideopsis
Gyalideopsis is een geslacht van korstmossen dat behoort tot de orde Lecanorales van de ascomyceten. De typesoort is Gyalideopsis peruviana

## Soorten
Volgens Index Fungorum telt het geslacht 100 soorten (peildatum december 2021):
| Soortnaam                      | Auteur(s)                              | Publicatiejaar |
| ------------------------------ | -------------------------------------- | -------------- |
| Gyalideopsis actinoplacoides   | Lücking                                | 1997           |
| Gyalideopsis actinplacoides    | Lücking                                | 1992           |
| Gyalideopsis aequatoriana      | Kalb & Vězda                           | 1994           |
| Gyalideopsis africana          | Kalb & Vězda                           | 1994           |
| Gyalideopsis albopruinosa      | Lücking                                | 1999           |
| Gyalideopsis alnicola          | W.J. Noble & Vězda                     | 1979           |
| Gyalideopsis altamirensis      | Lücking & L. Umaña                     | 2006           |
| Gyalideopsis americana         | Lücking & W.R. Buck                    | 2007           |
| Gyalideopsis applanata         | Herrera-Camp. & Lücking                | 2003           |
| Gyalideopsis aptrootii         | Xavier-Leite, M. Cáceres & Lücking     | 2018           |
| Gyalideopsis argentea          | (Mont.) Kalb & Vězda                   | 1988           |
| Gyalideopsis arvidssonii       | Lücking                                | 2008           |
| Gyalideopsis bartramiorum      | Lendemer                               | 2017           |
| Gyalideopsis berenice          | (Ellis & Everh.) Lücking & W.R. Buck   | 2007           |
| Gyalideopsis bispora           | Vězda                                  | 1979           |
| Gyalideopsis buckii            | Lücking, Sérus. & Vězda                | 2005           |
| Gyalideopsis caespitosa        | Barcenas-Peña, Herrera-Camp. & Lücking | 2019           |
| Gyalideopsis calabrica         | Puntillo & Vězda                       | 1991           |
| Gyalideopsis capitata          | Sérus.                                 | 1998           |
| Gyalideopsis chibaensis        | H. Harada                              | 2008           |
| Gyalideopsis chicaque          | B. Moncada & Lücking                   | 2011           |
| Gyalideopsis choshuencensis    | Lücking & V. Wirth                     | 2003           |
| Gyalideopsis cochlearifera     | Lücking & Sérus.                       | 1998           |
| Gyalideopsis confluens         | Kalb & Vězda                           | 1988           |
| Gyalideopsis crenulata         | Coppins & Aptroot                      | 2008           |
| Gyalideopsis cristata          | (Nyl.) Lücking, Sérus. & Vězda         | 2005           |
| Gyalideopsis cyanophila        | Sérus.                                 | 1998           |
| Gyalideopsis dominicana        | Vězda                                  | 2004           |
| Gyalideopsis ellipsoidea       | A.A. Menezes, M. Cáceres & Aptroot     | 2013           |
| Gyalideopsis epicorticis       | (A. Funk) Tønsberg & Vězda             | 2007           |
| Gyalideopsis epithallina       | Lücking                                | 1997           |
| Gyalideopsis formosana         | H. Harada & Vězda                      | 1991           |
| Gyalideopsis frahmii           | Aptroot & Schumm                       | 2010           |
| Gyalideopsis gigantea          | Kalb & Vězda                           | 1994           |
| Gyalideopsis giganteoides      | Sérus.                                 | 1998           |
| Gyalideopsis glauca            | (P. Karst.) Lücking, Sérus. & Vězda    | 2005           |
| Gyalideopsis globispora        | Vězda                                  | 2004           |
| Gyalideopsis graminicola       | Vězda & Kantvilas                      | 1992           |
| Gyalideopsis haliotidiformis   | Kalb & Vězda                           | 1988           |
| Gyalideopsis halocarpa         | P.M. McCarthy & Elix                   | 2014           |
| Gyalideopsis heardense         | Øvstedal                               | 2008           |
| Gyalideopsis helvetica         | van den Boom & Vězda                   | 2000           |
| Gyalideopsis intermedia        | Lücking                                | 1997           |
| Gyalideopsis japonica          | H. Harada & Vězda                      | 2000           |
| Gyalideopsis kalbii            | Vězda                                  | 1983           |
| Gyalideopsis krogiae           | Kalb & Vězda                           | 1994           |
| Gyalideopsis laevithallina     | Lücking                                | 2008           |
| Gyalideopsis lambinonii        | Vězda                                  | 1979           |
| Gyalideopsis lecideina         | Kalb & Vězda                           | 1988           |
| Gyalideopsis lobulata          | Lücking                                | 2008           |
| Gyalideopsis lunata            | H. Harada                              | 2011           |
| Gyalideopsis macarthurii       | Lücking, L. Umaña & Aptroot            | 2006           |
| Gyalideopsis marcellii         | Xavier-Leite, M. Cáceres & Lücking     | 2018           |
| Gyalideopsis megalospora       | Vězda & Poelt                          | 1988           |
| Gyalideopsis mexicana          | Tretiach, Giralt & Vězda               | 1996           |
| Gyalideopsis minima            | Vězda                                  | 1975           |
| Gyalideopsis minutissima       | Lücking                                | 1997           |
| Gyalideopsis modesta           | Vězda & Poelt                          | 1973           |
| Gyalideopsis monospora         | Kalb & Vězda                           | 1988           |
| Gyalideopsis montana           | Lücking                                | 1997           |
| Gyalideopsis moodyae           | Lendemer & Lücking                     | 2004           |
| Gyalideopsis muscicola         | P. James & Vězda                       | 1972           |
| Gyalideopsis napoensis         | Kalb & Vězda                           | 1994           |
| Gyalideopsis nepalensis        | Vězda & Poelt                          | 1988           |
| Gyalideopsis ochroleuca        | Vězda                                  | 1979           |
| Gyalideopsis ozarkensis        | Lücking, W.R. Buck & R.C. Harris       | 2007           |
| Gyalideopsis pallescens        | Lücking                                | 2008           |
| Gyalideopsis pallida           | Lücking                                | 1992           |
| Gyalideopsis pallida           | Lücking                                | 1997           |
| Gyalideopsis palmata           | Kalb & Vězda                           | 1994           |
| Gyalideopsis pandani           | Vězda                                  | 2007           |
| Gyalideopsis parvula           | Hafellner & Vězda                      | 1988           |
| Gyalideopsis perminuta         | Vězda                                  | 1979           |
| Gyalideopsis peruviana         | G. Merr. ex Vězda                      | 1972           |
| Gyalideopsis philippiae        | Vězda                                  | 1979           |
| Gyalideopsis piceicola         | (Nyl.) Vězda & Poelt                   | 1991           |
| Gyalideopsis pseudoactinoplaca | Lücking & Chaves                       | 2006           |
| Gyalideopsis puertoricensis    | Sipman & Lücking                       | 2005           |
| Gyalideopsis pusilla           | Lücking & Tønsberg                     | 2016           |
| Gyalideopsis robusta           | Kalb & Vězda                           | 1988           |
| Gyalideopsis rogersii          | Vězda & Hafellner                      | 1988           |
| Gyalideopsis rostrata          | Kalb & Vězda                           | 1988           |
| Gyalideopsis rubescens         | Vězda                                  | 1979           |
| Gyalideopsis rubra             | Lücking                                | 1997           |
| Gyalideopsis rubrofusca        | Kalb & Vězda                           | 1988           |
| Gyalideopsis saxicola          | Henssen & Lumbsch                      | 1985           |
| Gyalideopsis scotica           | P. James                               | 1975           |
| Gyalideopsis sessilis          | W.B. Sanders & Lücking                 | 2015           |
| Gyalideopsis stipitata         | Kalb & Vězda                           | 1994           |
| Gyalideopsis subaequatoriana   | Lücking & W.R. Buck                    | 2007           |
| Gyalideopsis submonospora      | Lücking & W.R. Buck                    | 2007           |
| Gyalideopsis tuerkii           | Vězda                                  | 2003           |
| Gyalideopsis usneicola         | Etayo                                  | 2017           |
| Gyalideopsis vainioi           | Kalb & Vězda                           | 1988           |
| Gyalideopsis verruculosa       | Vězda & Hafellner                      | 1991           |
| Gyalideopsis vezdae            | Kalb                                   | 1983           |
| Gyalideopsis vulgaris          | (Müll. Arg.) Lücking                   | 1997           |
| Gyalideopsis wesselsii         | Lücking, Sipman & Chaves               | 2006           |
| Gyalideopsis williamsii        | Kalb & Vězda                           | 1994           |
| Gyalideopsis wirthii           | Kalb & Vězda                           | 1994           |